# Mauzoleum Emila Beckera
Mauzoleum Emila Beckera – znajduje się w Maciejowej (niem. Maiwaldau) na terenie przypałacowego parku. Park był z założenia "dzikim parkiem", aleje spacerowe prowadziły kameralnymi zaułkami, wśród 11 stawów i unikalnych, sprowadzonych przez Beckera drzew. Wszystko jednak bez przesadnych zdobień charakterystycznych dla innych tego typu miejsc. Park Beckera przypominał bardziej krajobrazowy las niż park, została tutaj również zbudowana wieża widokowa.
Emil Becker zmarł w 1891 roku a jego majątek w Maciejowej przejęła córka Maria Johanna Katherina. To z jej inicjatywy a także jej męża Karola Rudolfa Johannesa von Neumann, wzniesiono w parku neoklasycystyczne mauzoleum. Niewielką budowlę stawiano aż przez 11 lat, w miejscu grobowca Beckerów, założonego wcześniej przez Emila. Do jego budowy użyto szlachetnych materiałów m.in. czerwonego granitu. Mauzoleum stoi na prostokątnej platformie (kryjącej grobową kryptę), do jego wnętrza prowadzą szerokie kamienne schody. Całość zgodnie z trendami neoklasycyzmu przypomina antyczną świątynię. Wewnątrz umieszczono marmurową figurę Chrystusa oraz piaskowcowe tablice z inskrypcjami. Sama budowla stała się atrakcyjnym miejscem spacerów.
W 1977 obiekt był w stanie tylko częściowej dewastacji, Wojewódzkie Biuro Planowania Przestrzennego uznało Mauzoleum za obiekt bez większej wartości historycznej, jedynie dość ciekawe architektonicznie. Wydano zalecenia aby go rozebrać lub wyremontować przy ewentualnej rewaloryzacji parku. Naturalnej wielkości marmurowa figura Chrystusa, która została ok. 1990 uszkodzona, a następnie, ok. 1995 przeniesiona do miejscowej kaplicy cmentarnej celem zabezpieczenia. W 2016 park i mauzoleum stały się plenerem zdjęciowym do amerykańsko-angielskiej produkcji „Redwood”.